# Assassinat de Brianna Ghey
L'11 de febrer de 2023, Brianna Ghey, una noia transgènere britànica de 16 anys, va ser assassinada en un atac premeditat per Scarlett Jenkinson i Eddie Ratcliffe. Després de ser atreta al Culcheth Linear Park per Jenkinson, Ghey va ser apunyalada mortalment.
Jenkinson i Ratcliffe, tots dos de 15 anys en aquell moment, van ser arrestats l'endemà i finalment acusats i condemnats per assassinat. Van ser condemnats el 20 de desembre de 2023 al Manchester Crown Court i tots dos van ser condemnats el 2 de febrer de 2024 a presó perpètua, amb un mínim de 22 anys per a Jenkinson i 20 anys per a Ratcliffe abans de ser elegibles per a la llibertat condicional. El tribunal va decidir que el delicte estava motivat principalment per tendències sàdiques i que l'odi contra les persones transgènere era una motivació secundària de Ratcliffe. L'assassinat va implicar un grau significatiu de brutalitat i planificació.

## Brianna Ghey
Brianna Ghey (7 de novembre de 2006 - 11 de febrer de 2023) va ser una noia transgènere de 16 anys i alumna de l'any 11 a l'escola secundària de la comunitat de Birchwood a la zona de Warrington.
Quan era adolescent, se li va diagnosticar un trastorn per dèficit d'atenció amb hiperactivitat i autisme, que la seua mare va dir que perjudicava la seua capacitat per identificar situacions perilloses, així com ansietat. Aquests diagnòstics també van significar que Ghey no participava en classes regulars i requeria tutories individuals a la sala d'inclusió de la seua escola, on Ghey eventualment coneixeria Jenkinson.
Segons els seus amics, Ghey sovint ajudava les noies transgènere més joves a accedir de manera segura i legal a la teràpia hormonal. S'ha informat que va patir anys d'assetjament transfòbic, inclòs a l'escola, una part dels quals era ser colpejada en grup. No obstant això, en una declaració aprovada per la mare de Ghey, el director de Birchwood va negar que Ghey s'hagués enfrontat a l'assetjament escolar a l'escola.
A més de ser estudiant, Ghey era Tiktoker, amb el seu nombre de seguidors que varia entre 11.000, 31.000, i 63.000 segons les diverses fonts. A TikTok, feia mímica i ballava cançons populars. A un dels seus últims tiktoks va dir que estava "exclosa de l'escola". Després de la seua mort, el seu compte de TikTok va ser suprimit.

## Scarlett Jenkinson i Eddie Ratcliffe

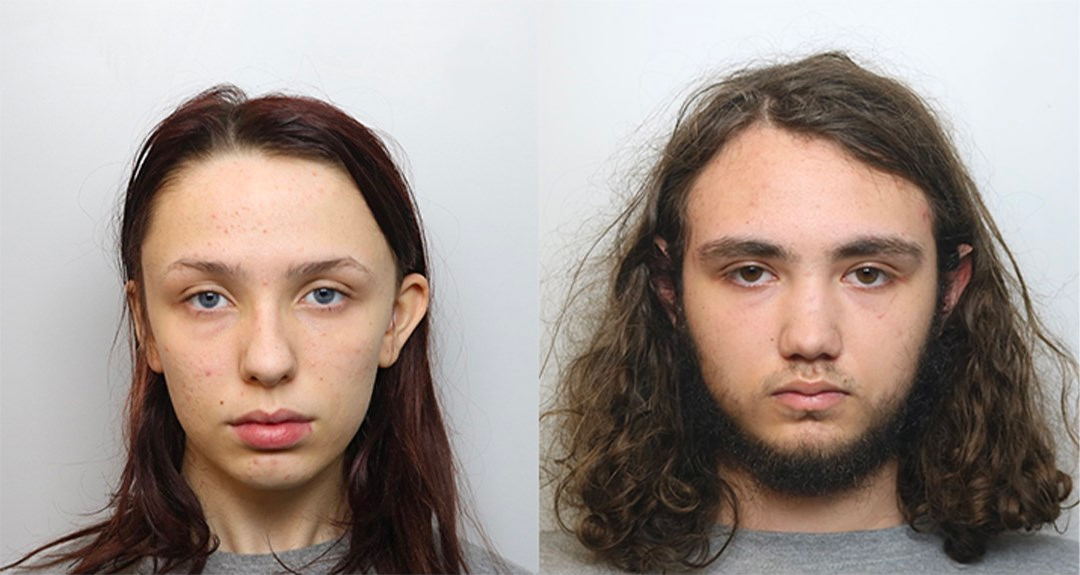
Jenkinson (esquerra) i Ratcliffe (dreta)

Scarlett Jenkinson havia assistit a Culcheth High School amb Ratcliffe. Es va enfrontar a l'exclusió permanent després d'un incident el 27 de setembre de 2022 en què va portar a l'escola comestibles amb infusió de cannabidiol, donant-los a un company de classe més jove que posteriorment es va emmalaltir. L'incident, que la policia va registrar com un repunt, va ocórrer quatre mesos abans que Jenkinson intentés assassinar Ghey enverinant-la amb pastilles d'ibuprofèn.
Com a alternativa a l'exclusió, a Jenkinson se li va permetre traslladar-se a Birchwood, on va conéixer i va formar una amistat amb Ghey. En missatges de text amb Ratcliffe, Jenkinson va revelar que se sentia obsessionada amb Ghey. En una entrevista amb el psiquiatra infantil Richard Church, Jenkinson va declarar que sentia que estava a punt de perdre a Ghey com a amiga, i que volia "matar-la perquè sempre estigués amb ella".
Abans de l'assassinat, Jenkinson va mostrar una fascinació pels assassins en sèrie, veient documentals i prenent notes sobre assassins notoris com Jeffrey Dahmer i John Wayne Gacy. Segons informa, va utilitzar el navegador Tor per accedir a vídeos de tortures i assassinats a la dark web.
Eddie Ratcliffe, un alumne de Culcheth High School en el moment de l'assassinat, va ser descrit per un company d'estudiant com un model a seguir que aconseguia les millors notes. Ratcliffe va conéixer a Jenkinson per primera vegada a l'escola als 11 anys. El 2018, va competir en un campionat de kickboxing organitzat per ISKA a Jamaica com a kickboxer amateur.
Descrit en un dels quaderns de Jenkinson com a intel·ligent però socialment incòmode, se sabia que Ratcliffe era una persona solitària. Segons els veïns, mai va mostrar cap signe de violència abans de l'assassinat. Ratcliffe tenia una fascinació pels ganivets, va comprar el ganivet de caça utilitzat per a l'assassinat durant un viatge d'esquí a Bulgària.

## Esdeveniments
El matí de l'11 de febrer de 2023, Jenkinson va enviar un missatge a Ghey, dient-li que agafés un autobús a la biblioteca de Culcheth més tard aquella vesprada. A les 12:45, Ghey va ser vista amb una càmera de timbre sortint de casa seua a Birchwood. Mentre marxava, Ghey va enviar un missatge a la seua mare avisant que anava a trobar-se amb Jenkinson. Seguint les indicacions de Jenkinson, Ghey va caminar 25 minuts fins a l'estació de tren de Birchwood i va pujar a un autobús a les 13:38, després de la qual cosa va enviar un missatge a la seua mare.
A les 13:53, Ghey es va reunir amb Jenkinson i el seu amic Eddie Ratcliffe, a qui Ghey no havia conegut abans, a la parada d'autobús fora de la biblioteca. A les 14:02, es van veure per última vegada per CCTV dirigint-se cap a Culcheth Linear Park, on diversos testimonis oculars els van veure caminant junts. Intercanviant missatges a Snapchat, Ghey, a qui Jenkinson havia atret amb la impressió que anaven a consumir drogues, va enviar un missatge a Jenkinson a les 14:15: "Noia, espere on estic fins que tinguem drogues lol. Estic massa ansiosa." Jenkinson, fent-se passar per una falsa traficant a Snapchat, va intercanviar missatges amb ella mateixa organitzant plans de reunió. A les 14:30 de la tarda, Ghey, després de desconfiar de Jenkinson, va enviar un missatge a un amic "Scarlett és una noia tan estranya. Crec que fingeix tenir un deeler [sic]". Després, Ghey va ser atacada amb un ganivet de caça.
Jenkinson i Ratcliffe van ser vists des de lluny per una parella que passejava el seu gos al parc. Després d'adonar-se que havien estat vists, els assassins van fugir del lloc dels fets. Aleshores, la parella va descobrir el cos de Ghey, boca avall i sagnant abundantment, i va trucar als serveis d'emergència a les 15:13. A les 16:02, Ghey va ser declarada morta pels paramèdics al lloc dels fets.

## Investigació
Es va ordenar una autopsia del Ministeri de l'Interior per determinar la causa de la mort. L'examen va trobar que Ghey havia estat apunyalada 28 vegades, pel cap, el coll, el pit i l'esquena. La fiscal Leanne Gallagher descriuria més tard l'atac a Ghey com "extremadament brutal i castigador".
El 12 de febrer de 2023, dos sospitosos de 15 anys, Eddie Ratcliffe de Leigh i Scarlett Jenkinson de Warrington, van ser arrestats simultàniament a casa seua per la policia de Cheshire. El superintendent en cap de detectius Mike Evans va descriure l'assassinat com un atac dirigit, encara que inicialment va informar que "no hi ha proves que suggerisquen que les circumstàncies que envolten la mort de Brianna estiguen relacionades amb l'odi". El 14 de febrer, la policia va informar que estava investigant "totes les línies d'investigació", inclosa si l'atac havia estat un delicte d'odi.
El 15 de febrer, els sospitosos van ser acusats d'assassinat, van rebutjar la fiança i van ser detinguts. L'endemà, els sospitosos van aparéixer, mitjançant un enllaç de vídeo, en una breu audiència al Liverpool Crown Court. En aquesta audiència, el jutge David Aubrey els va detenir a un allotjament de detenció juvenil fins a una audiència de prevenció i preparació del judici el 2 de maig de 2023. Els acusats no van ser obligats a presentar una declaració, i van ser detinguts fins a una nova audiència l'11 de maig. En una vista prèvia al judici el 20 de juliol de 2023, un dels sospitosos es va declarar no culpable. Una altra vista prèvia al judici va tenir lloc el 4 d'octubre de 2023, durant la qual l'altre sospitós es va declarar innocent.

## Judici

### Acusació
L'acusació va ser liderada per Deanna Heer, amb Cheryl Mottram com a junior. El cas de la fiscalia es va obrir a la tarda del 27 de novembre de 2023 i va concloure el 8 de desembre de 2023.
La fiscalia va presentar proves de missatges de text que Jenkinson havia intentat anteriorment enverinar Ghey utilitzant una quantitat excessiva d'ibuprofén, la qual cosa va fer que Ghey es va posar molt malalta amb el que la seua mare havia pensat que era una apendicitis. Jenkinson la va enverinar creient que l'assassinat seria confós amb una sobredosi suïcida a causa de la salut mental de Ghey. Després que Ghey sobrevisquera a l'intent, els acusats van planejar matar-la apunyalant-la amb un ganivet de caça comprat per Ratcliffe. Abans d'aquests intents, els missatges de text registraven que Jenkinson admetia estar obsessionada amb Ghey, anomenant-la "molt diferent" i "molt bonica". Ratcliffe també va declarar per missatges de text que volia "veure si allò [sic] cridarà com un home o una noia".

### Defensa
Tant Jenkinson com Ratcliffe van fer casos de defensa separats. Richard Pratt va liderar la defensa de Jenkinson, amb Sarah Holt actuant com a junior. Richard Littler va liderar la defensa de Ratcliffe, amb Steven Swift actuant com a júnior.
Cada acusat va culpar a l'altre de l'assassinat real, argumentant que ells mateixos només eren accessoris de l'acte. La defensa de Ratcliffe va dir que Jenkinson li havia dit que portés el seu ganivet de caça al parc i que ella "tenia un pla per apunyalar Brianna". Ratcliffe, a més, va declarar que no es va prendre seriosament el suposat pla de Jenkinson perquè tenia antecedents de "sempre parlant d'assassinat i no passa res". Això suposadament va acabar amb Jenkinson apunyalant Ghey fins a la mort, que va veure. Va negar tenir cap animositat cap a Ghey pel que fa a la seua identitat trans. La defensa de Ratcliffe va acusar Jenkinson de manipular-lo a causa del seu autisme.
La defensa de Jenkinson va sostenir que, tot i que ella podria haver atret Ghey al parc on va ser apunyalada i va inventar el pla en qüestió, només es va fer com a part d'una "fantasia", i que va ser Ratcliffe qui va dur a terme l'apunyalament a El "xoc" de Jenkinson. Es va descriure a si mateixa com no aturar l'acte malgrat la seua sorpresa, a causa de la por de Ratcliffe, descrivint-lo com un "sociópata". La defensa de Jenkinson també va assenyalar com més tard es va trobar una quantitat excessiva de sang de Ghey a la roba de Ratcliffe, mentre que no se'n va trobar cap a la de Jenkinson.

### Veredicte i sentència
El judici va durar tres setmanes, i va concloure el 20 de desembre de 2023, i els dos acusats van ser declarats culpables de l'assassinat. Les deliberacions del jurat van durar 4 hores i 40 minuts.La jutge Amanda Yip va indicar hi hauria comdemnes de cadena perpètua. El 2 de febrer de 2024, es va celebrar l'audiència de sentència al Manchester Crown Court, davant la qual es van alçar les restriccions de nomenar els dos adolescents; el jutge va determinar que hi havia "un fort interés públic en la denúncia completa i sense restriccions del que és clarament un cas excepcional". L'audiència de sentència incloïa declaracions d'impacte de la víctima dels pares i el padrastre de Ghey. El tribunal també va escoltar avaluacions actualitzades dels psiquiatres dels autors: Jenkinson té un trastorn antisocial de personalitat en lloc d'autisme, i que Ratcliffe té una forma "lleu" de trastorn de l'espectre autista.
Jenkinson va ser condemnat a cadena perpètua amb una pena mínima de 22 anys, i Ratcliffe també va ser condemnat a cadena perpètua amb un termini mínim de 20 anys. Jenkinson serà elegible per ser considerat per a llibertat condicional el 25 de gener de 2044, mentre que Ratcliffe serà elegible per ser considerat per a llibertat condicional el 25 de gener de 2042. En pronunciar les sentències, Yip va descriure l'assassinat com a "de naturalesa sàdica" i, referint-se a Ratcliffe, "on un motiu secundari era l'hostilitat cap a Ghey a causa de la seua identitat transgènere".